# بخش واشینگتن (شهرستان میامی، اوهایو)
بخش واشینگتن (به انگلیسی: Washington Township) یک منطقهٔ مسکونی در ایالات متحده آمریکا است که در شهرستان میامی، اوهایو واقع شده‌است.
 بخش واشینگتن ۶۰٫۹ کیلومتر مربع مساحت و ۱٬۸۰۳ نفر جمعیت دارد و ۲۹۴ متر بالاتر از سطح دریا واقع شده‌است.